# Districtul Frýdek-Místek
Frýdek-Místek este un district (okres) în Regiunea Moravia-Silezia, Cehia.